# Andrea Elia
Pour les articles homonymes, voir Elia.
Andrea Elia, né le 1er juin 1994 à Lecco, est un coureur de fond italien spécialisé en kilomètre vertical. Il est triple champion d'Italie de kilomètre vertical.

## Biographie
Andrea Elia fait ses débuts en athlétisme à l'âge de 16 ans en rejoignant le club de sa ville natale, l'Atletica Lecco. Il se spécialise dans les épreuves de fond sur piste.
Ses bons résultats lui permettent d'être sélectionné pour les championnats de la Méditerranée d'athlétisme espoirs (en) 2016 à Tunis. Engagé sur l'épreuve du 10 000 mètres, il s'y classe cinquième en 30 min 37 s 37.
N'ayant pas pu intégrer un groupe sportif militaire, il perd sa motivation puis décide d'abandonner sa carrière sportive pour se consacrer à sa carrière professionnelle. En septembre 2022, il s'essaie à la course en montagne, encouragé par des amis. Pratiquant cette nouvelle discipline comme un loisir, il démontre de bons résultats et retrouve goût à la compétition. Il rejoint pour cela le club OSA Valmadrera.
Le 15 octobre 2023, il s'illustre dans la discipline du kilomètre vertical lors des championnats d'Italie de la spécialité à Cercivento. Face à l'ancien triathlète Marcello Ugazio et au favori local Tiziano Moia, Andrea Elia ne se laisse pas impressionner et s'impose en 33 min 53 s avec plus de trente secondes d'avance sur son plus proche poursuivant pour remporter son premier titre national.
Le 29 septembre 2024, il domine le Melavertical et s'impose en signant un nouveau record du parcours en 30 min 42 s. La course comptant comme épreuve de kilomètre vertical aux championnats d'Italie de skyrunning, il remporte le titre. Le 12 octobre, il prend le départ du kilomètre vertical Chiavenna-Lagùnc face à une concurrence relevée. Il lutte en tête de la course avec son rival au titre, Henri Aymonod. Andrea Elia parvient à s'imposer pour sept secondes d'avance et défend avec succès son titre de champion national de la spécialité. Sa victoire lui permet également de terminer à la troisième place du classement vertical de la Coupe du monde de course en montagne.

## Palmarès
| no  | masculin           | Course                                      | Longueur | Départ            | Temps       |
| --- | ------------------ | ------------------------------------------- | -------- | ----------------- | ----------- |
| 1re | Médaille d'or      | Championnats d'Italie de kilomètre vertical | 4,1 km   | 15 octobre 2023   | 33 min 53 s |
| 3e  | Médaille de bronze | Vertical Grèste de la Mughéra               | 4,0 km   | 28 octobre 2023   | 38 min 36 s |
| 3e  | Médaille de bronze | Montemuro Vertical Run                      | 10,2 km  | 14 juillet 2024   | 53 min 38 s |
| 1re | Médaille d'or      | Melavertical                                | 3,3 km   | 29 septembre 2024 | 30 min 42 s |
| 1re | Médaille d'or      | Kilomètre vertical Chiavenna-Lagùnc         | 3,3 km   | 12 octobre 2024   | 31 min 8 s  |
| 1re | Médaille d'or      | Championnats d'Italie de kilomètre vertical | 4,7 km   | 1er mai 2025      | 34 min 3 s  |
| 3e  | Médaille de bronze | Vertical Nasego                             | 4,2 km   | 24 mai 2025       | 34 min 52 s |
| 2e  | Médaille d'argent  | Piz Tri Vertical                            | 3,5 km   | 2 août 2025       | 34 min 8 s  |

## Records
| Épreuve       | Performance    | Date            | Lieu            |
| ------------- | -------------- | --------------- | --------------- |
| 1 500 mètres  | 4 min 2 s 95   | 14 juillet 2015 | Trente          |
| 3 000 mètres  | 8 min 24 s 14  | 14 juillet 2016 | Brugherio       |
| 5 000 mètres  | 14 min 30 s 30 | 22 avril 2016   | Milan           |
| 10 000 mètres | 29 min 56 s 62 | 14 mai 2016     | Castel Porziano |
| 10 kilomètres | 29 min 38 s    | 12 janvier 2025 | Valence         |
| Semi-marathon | 1 h 7 min 31 s | 6 mars 2016     | Fucecchio       |